# Жданівка (Самарівський район)
Жда́нівка — село в Україні, у Магдалинівській селищній громаді Самарівського району Дніпропетровської області. Населення за переписом 2001 року становить 1 191 особа.

## Географія
Село Жданівка знаходиться в північній частині області, за 1,5 км від села Грабки, за 2,5 км від села Крамарка і за 3,5 км від села Оленівка. У селі бере початок Балка Грабка.

## Історія
Село засноване 1844 року. Назва походить прізвища поміщика з Курської губернії Аріана Жданова. Він отримав у володіння землі у цій місцевості, на яких збудував маєтки для синів. Його син Микола Жданов переселив сюди 17 родин кріпаків з Курської губернії, а поселення стали називати Жданівкою.
1886 року тут мешкало 579 осіб з 88 дворовими господарствами. Село було центром Жданівської волості Новомосковського повіту, у ньому розміщувались волостна управа, православна церква, поштова станція.
22 жовтня 1913 р. тут  у новій Благовіщенській церкві прочитав лекцію  "Про шанування Казанської ікони Божої Матері" Федір Андрійович Чепурківський
В роки радянської влади у Жданівці розміщувалась центральна садиба колгоспу «Гігант».
Село внесено до переліку населених пунктів, які потрібно перейменувати згідно із законом «Про засудження комуністичного та націонал-соціалістичного (нацистського) тоталітарних режимів в Україні та заборону пропаганди їхньої символіки».
До 2019 року було центром Жданіської сільської ради, після об’єднання сільських рад стало частиною Магдалинівської селищної громади.

## Сьогодення
У Жданівці працюють середня загальноосвітня школа, амбулаторія, будинок культури, бібліотека. Декілька дрібних сільськогосподарських підприємств.

## Релігія
У селі розташований Свято-Троїцький храм ПЦУ (вул. Кооперативна, 62).

## Економіка
- «Фермер», ТОВ.

## Пам'ятки
Біля села Жданівка розташовані кургани епохи бронзи (II—I тисячоліття до н. е.), сарматські (II—I ст. до н. е.) і пізніх кочівників XI—XIV століть.